# کونای

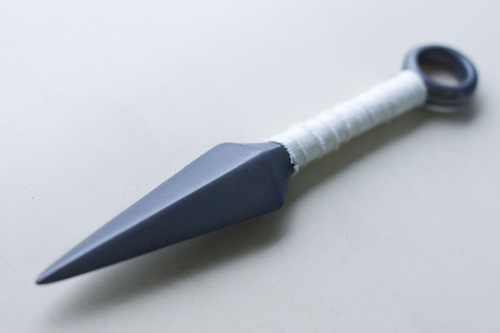
یک سبک متداول از کونای، که اغلب در فرهنگ عامه تصویر می‌شود.

کونای (به ژاپنی: 苦無 kunai) یک ابزار ژاپنی که در اصل برای مصارف کشاورزی در عصر تنشو ژاپن (۱۵۷۳-۱۵۹۲) به کار برده می‌شد. دو نوع متفاوت از شناخته‌شده‌ترین کونای، بیلچه یا کونای کوتاه (به ژاپنی: 小苦無 shō-kunai) برای ایجاد حفره در محصولات زراعی، و کونای بزرگ (به ژاپنی: 大苦無 dai-kunai) می‌باشند.
اگرچه کونای یک ابزار پایه در دستان متخصصان هنرهای رزمی محسوب می‌شد، از آن می‌توان به عنوان یک سلاح چند منظوره، با محبوبیت بالا قبل از گسترش سلاح‌های گرم استفاده کرد. کونای اغلب با نینجا در ارتباط است که از آن برای ایجاد حفره‌هایی در دیوار استفاده می‌نمود. به وسیله اتصال ریسمان به حلقه انتهای کونای، کاربر به راحتی قادر به بالا رفتن از دیوارها یا درختان بود که متعاقباً در هنگام پرتاب نیاز به دقت بالایی نیز داشت.
بسیاری از مانگاهای محبوب ژاپنی و شخصیت‌های نینجوتسو از کونای به عنوان سلاح اصلی یا ثانویه استفاده می‌کنند.

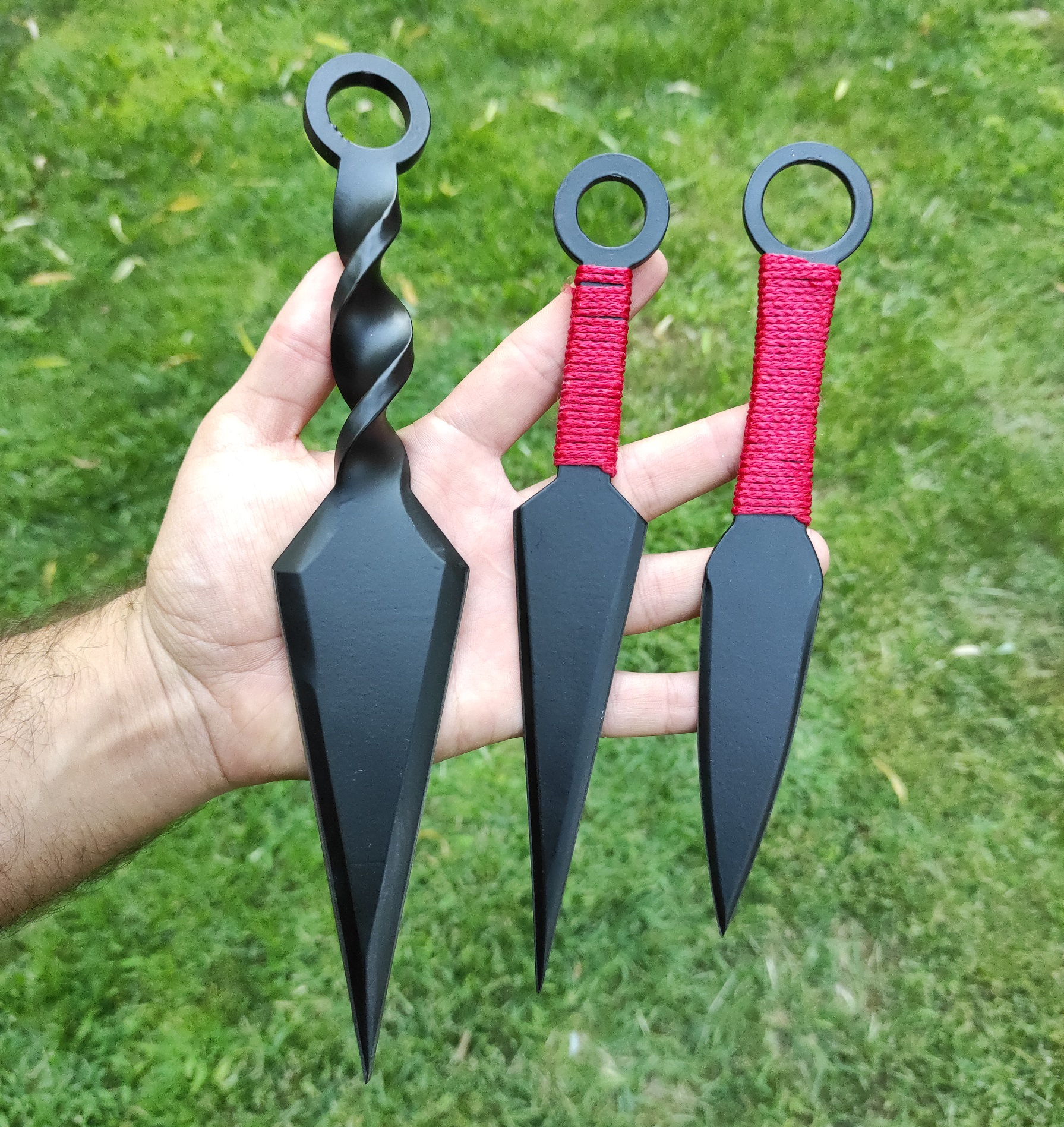
کونای، چاقو پرتابی نینجا